# Guy Tunmer
Percival Guy Tunmer (1948. december 1. – Johannesburg, 1999. június 22.) dél-afrikai autóversenyző.

## Pályafutása
1975-ben részt vett a Formula–1-es világbajnokság dél-afrikai versenyén. A futamon Guy a huszonötödik helyről rajtolt, majd a futamon, két kör hátrányban a győztes Jody Scheckter mögött a tizenegyedik helyen ért célba.
1999. június 22-én, egy motorbalesetben vesztette életét.

## Eredményei

### Teljes Formula–1-es eredménylistája
(Táblázat értelmezése)

(Félkövér: pole-pozícióból indult; dőlt: leggyorsabb kört futott) 

| Év   | Csapat       | Modell   | Motor       | 1   | 2   | 3      | 4   | 5   | 6   | 7   | 8   | 9   | 10  | 11  | 12  | 13  | 14  | Helyezés | Pont |
| ---- | ------------ | -------- | ----------- | --- | --- | ------ | --- | --- | --- | --- | --- | --- | --- | --- | --- | --- | --- | -------- | ---- |
| 1975 | Team Gunston | Lotus 72 | Cosworth V8 | ARG | BRA | RSA 11 | ESP | MON | BEL | SWE | NED | FRA | GBR | GER | AUT | ITA | USA | -        | 0    |

## Külső hivatkozások
- Profilja a grandprix.com honlapon (angolul)
- Profilja a statsf1.com honlapon (angolul)
- Profilja a driverdatabase.com honlapon (angolul)